# Argythamnia proctorii
Argythamnia proctorii е вид растение от семейство Млечкови (Euphorbiaceae). Видът е незастрашен от изчезване.

## Разпространение
Разпространен е в Кайманови острови.